# Filippo Neri
Filippo Neri, född 21 juli 1515 i Florens, död 26 maj 1595 i Rom, var en italiensk katolsk präst och ordensgrundare. Han vördas som helgon inom Romersk-katolska kyrkan med festdag den 26 maj.
Filippo Neri, som verkade bland Roms fattiga, grundade 1548 Heliga trefaldighetens brödraskap, ur vilket oratorianernas kongregation utvecklades.
För sitt sociala arbete och som andlig rådgivare för de fattiga och sjuka fick han en vidsträckt popularitet och tillnamnet "Roms apostel".